# Capela de Nossa Senhora da Penha
Capela de Nossa Senhora da Penha är en kyrkobyggnad i Macao. Den är belägen högst upp på kullen Penha i stadens södra del.
Det första kapellet på platsen grundades 1622 av besättningen och passagerarna på ett fartyg som hade undkommit ett angrepp av holländarna, och kapellet blev en pilgrimsplats för sjömän som skulle ut på farofyllda resor. År 1837 byggdes kapellet helt om, samtidigt som det närbelägna residenset för biskopen av Macao.